# Militaire Pupillenschool

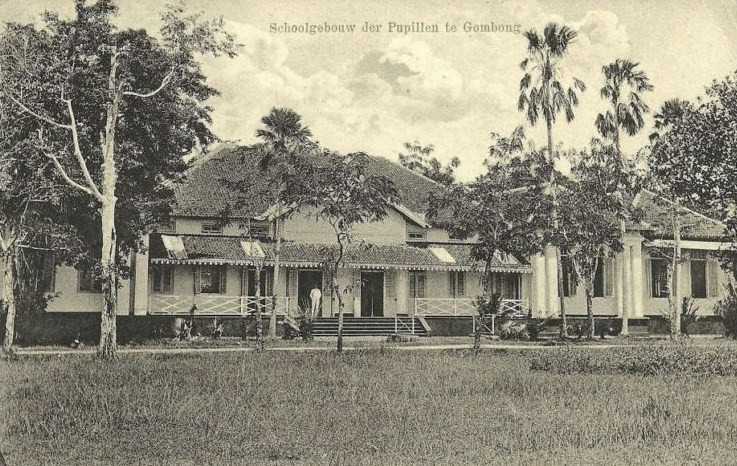
Schoolgebouw van de Militaire Pupillenschool

Leerlingen van de school

De Militaire Pupillenschool, ook wel bekend als het Corps Pupillen, was een in 1848 opgerichte onderwijsinstelling van het Koninklijk Nederlandsch-Indisch Leger (KNIL) te Gombong op Midden-Java, Nederlands-Indië. Doel van de school was om kinderen van inlandse vrouwen en Europese militairen op te voeden en op te leiden tot militair. De school werd op 1 juli 1912 wegens bezuinigingen opgeheven.

## Geschiedenis
Naar aanleiding van een voorstel van generaal-majoor Hubert de Stuers uit 1835 werd in 1848 te Kedong-Kebo door generaal-majoor Von Lützow een pupillenschool gesticht. Nadat de gebouwen in 1854 tijdens een storm waren ingestort verhuisde de school naar het bij Gombong gelegen fort Cochius, het latere Fort Van der Wijck. Daar waren infanteristen en sappeurs van het KNIL gelegerd. Een deel van de versterking werd in gebruik genomen als pupilleninrichting.
Volgens critici, zoals de genie-officier E.B. Kielstra, leidde de school vooral dure fuseliers op. In 1896 werd daarom overwogen om de school op te heffen, hetgeen in 1912 daadwerkelijk gebeurde.

## Onderwijs
De Militaire Pupillenschool was opengesteld voor Indo-Europese jongens tussen 7 en 18 jaar oud uit alle rangen en standen van de Indische maatschappij. Onder hen bevonden zich veel weeskinderen. De instelling vervulde daarmee ook een belangrijke maatschappelijke functie. De meesten waren zonen van Nederlandse militairen en inlandse moeders. Zonen van naar elders vertrekkende militairen werden vaak naar Gombong gestuurd. De instelling was vooral bedoeld als voorportaal voor het leger. Van de 1119 soldatenkinderen die in 1860 als zodanig stonden geregistreerd verbleven er 326 bij het Pupillencorps.
Nadat in de jaren 1880 met regulier lager onderwijs was begonnen kregen de pupillen les in aardrijkskunde, geschiedenis, rekenen, lezen, schrijven, dansen, schermen en gymnastiek. Leerlingen tussen 16 en 18 jaar oud kregen bovendien ook oefening in exerceren, schijfschieten en landmeten. Het Pupillencorps bestond uit drie compagnieën. De kleding werd in het begin uit afgeschreven uniformen gemaakt. De instelling werd geleid door een Nederlandse kapitein-commandant samen met vier luitenants die voor een bepaalde periode waren gedetacheerd.
De school leidde op voor een functie als opnemer, tekenaar, kleermaker of schoenmaker en dergelijke binnen het KNIL. De diensttijd van de jongens begon feitelijk met ingang van hun 16e levensjaar, maar pas op hun 18e werden ze ook daadwerkelijk voorgedragen voor een functie in het KNIL. Lang niet iedereen werd na afloop van zijn periode op de school geschikt bevonden voor een specifieke functie in het leger, de meesten moesten zich voor tien jaar verbinden als fuselier. Op niet dienstnemen in het leger stond een hoge afkoopboete. Tot 1885 bereikten slechts 14 voormalige Gombongers een officiersrang.

## Gezondheidssituatie anno 1869

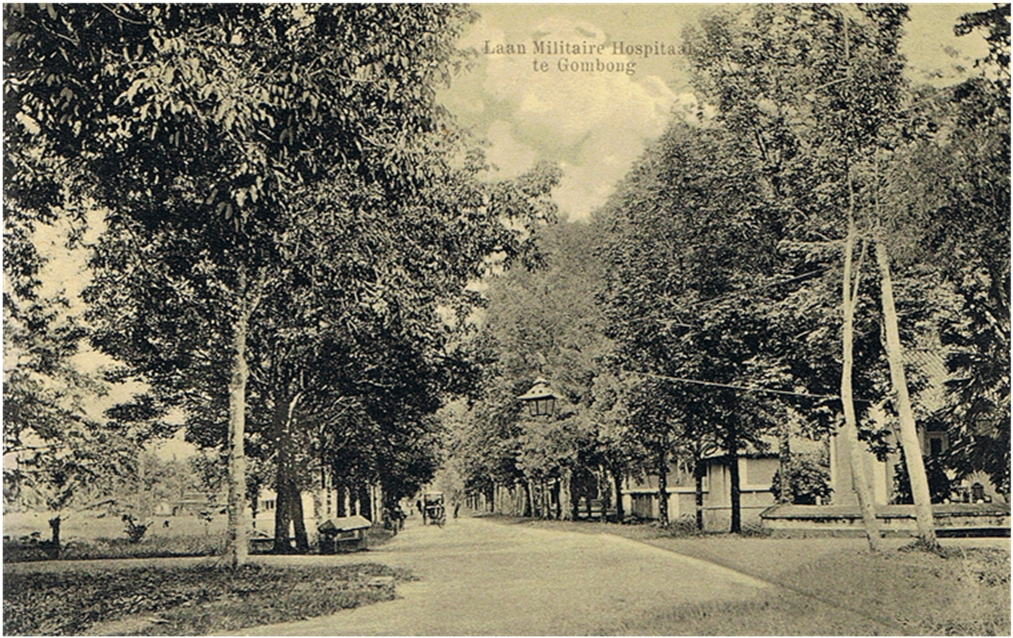
Het militair hospitaal te Gombong

In het blad De Locomotief verscheen op 5 februari 1869 een kritisch artikel met betrekking tot de bedenkelijke hygiëne op de school en de slechte gezondheid van de pupillen. Zo zouden er veel pupillen zijn die last hadden van een oogziekte met blijvende gevolgen. De voor de school verantwoordelijke officier van gezondheid Dumont bestreed dit vervolgens stellig in een ingezonden brief aan De Locomotief. Volgens hem viel het aantal patiënten met oogkwaal op een totaal van 400 pupillen juist mee. In dezelfde krant werd op 17 februari 1869 gepleit voor een breed extern onderzoek naar de omstandigheden en de behuizing van de school.

## Docenten
- Adrianus David Hilleveld

## Gedecoreerde ex-pupillen
- G. Feuilletau de Bruyn, kolonel der artillerie (MWO 4 met eresabel)
- J.V.D. Werbata (MWO 4)